# 伊藤白潮
伊藤 白潮（いとう はくちょう、1926年3月29日 - 2008年8月12日）は、俳人。
千葉県横芝町（現・横芝光町）生まれ。本名・和雄。千葉大学教育学部卒。1948年田中午次郎に師事。50年『鴫』同人。75年『鴫』を復刊し、主宰となる。俳人協会評議員、市川市俳句協会会長。

## 著書
- 『在家 句集』草韻新社 鴫叢書 1982
- 『夢幻能 句集』草韻新社 鴫叢書　1985
- 『伊藤白潮集』俳人協会 自註現代俳句シリーズ 1988
- 『游 句集』角川書店 1993
- 『伊藤白潮句集』ふらんす堂 現代俳句文庫 1995
- 『生きめやも 伊藤白潮句集』角川書店 今日の俳句叢書 1997
- 『在家 句集』ウエップ俳句新書 2003
- 『ちろりに過ぐる 句集』角川書店 2004
- 『卍 句集』文學の森 2006 [2]

## 注
1. ↑  『現代日本人名録』
2. ↑  伊藤白潮　「卍」より　二句  かささぎの旗